# Базарний
База́рний (рос. Базарный) — селище у складі Таштагольського району Кемеровської області, Росія. Входить до складу Каларського сільського поселення.

## Населення
Населення — 27 осіб (2010; 32 у 2002).
Національний склад (станом на 2002 рік):
- росіяни — 85 %